# Bayugan
Bayugan ( cebuano: Dakbayan sa Bayugan - Bayugan City)  es una ciudad filipina de tercera categoría, situado en la parte nordeste de la isla de Mindanao. Capital de  la provincia de Agusan del Sur situada en la Región Administrativa de Caraga, también denominada Región XIII. Forma parte del Primer Distrito Electoral.

## Barangays
El municipio  de Bayugan se divide, a los efectos administrativos, en 43 (50) barangayes o barrios, conforme a la siguiente relación:
| - Calaitan - Charito - Fili - Hamogaway - Katipunan - Mabuhay - Marcelina - Maygatasan - Noli - Osmeña - Panaytay | - Población - Mangga Chupoy - Sagmone - Saguma - Salvación - San Isidro - Santa Irene - Taglatawan - Verdú - Del Carmen Wawa - Berseba | - Bucac - Cagbas - Canayugan - Claro Cortez - Gamao - Getsemane - Grace Estate - Magkiangkang - Mahayag - Montivesta - Monte Ararat | - Monte Carmelo - Monte de los Olivos - Nueva Salem - Pinagalaan - San Agustín - San Juan - Santa Teresita - Santo Niño - Taglibas - Tagubay - Villa Undayon |  |

## Economía
Por gozar de un clima de altiplano, es  considerada la "capital de las flores cortadas" de la provincia.
También destaca como uno de los principales productores de arroz y verduras.

## Historia
Los orígenes de esta ciudad se remontan al barrio de  Maygatasan, en el municipio de Esperanza de Agusan.
Bayugan en manobo significa camino.
En 1948, el Departamento de Obras Públicas y Carreteras proyecta la  carretera nacional que conectaría las ciudades de  Butuan y Dávao, atravesando el sitio  de Bayugan del barrio de  Maygatasan, donde comenzarona a asentarse numerosos  inmigrantes.